# ゲスターゲン
ゲスターゲン（gestagen）とは子宮内膜に着床性増殖を引き起こす物質の総称。黄体ホルモン、プロゲストーゲンとも呼ばれる。代表的な物質としてプロゲステロンが知られている。ゲスターゲンは主に黄体から分泌されるが、動物種によっては胎盤からも分泌される。ゲスターゲンはエストロゲンの作用を受けた子宮内膜に働いて着床性増殖を起こす。また、子宮筋を弛緩させ、オキシトシンに対する感受性を低下させる。大量のゲスターゲンが長時間作用すると、視床下部を介して卵胞刺激ホルモン（FSH）と黄体形成ホルモン（LH）を抑制するが、適量のゲスターゲンが短時間作用するとLHサージを誘起する。ゲスターゲンは肝臓で不活化され、大部分は消化管内、一部は尿中に排泄される。ゲスターゲンはヒトでは経口避妊薬として、家畜では発情周期の同期化に利用されている。